# Szlaczkoń szafraniec
Szlaczkoń szafraniec (Colias myrmidone) – gatunek motyla dziennego z rodziny bielinkowatych (Pieridae).

## Wygląd
Skrzydła o rozpiętości 40–46 mm. Wyraźnie zaznaczony dymorfizm płciowy.

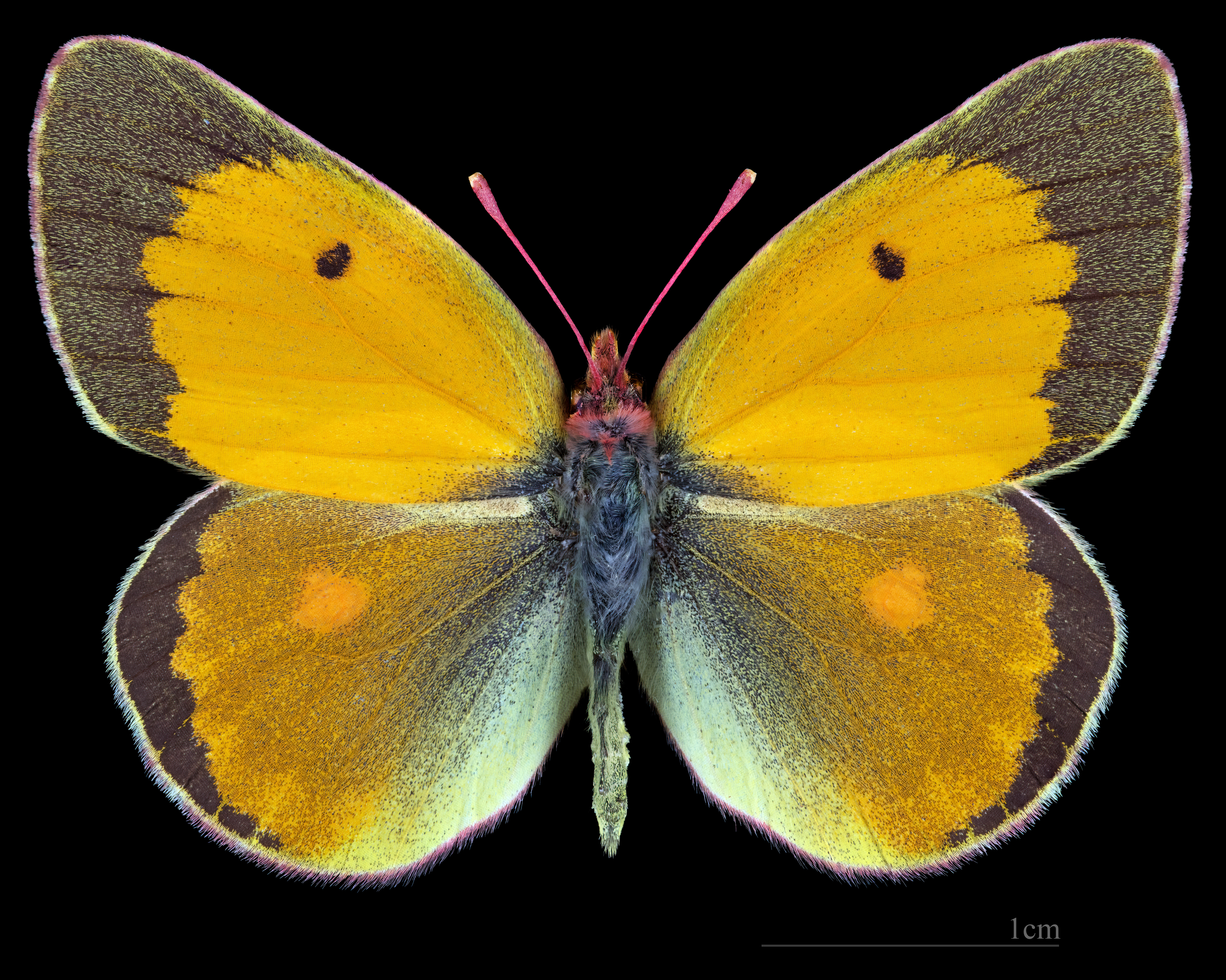
Colias myrmidone  ♂
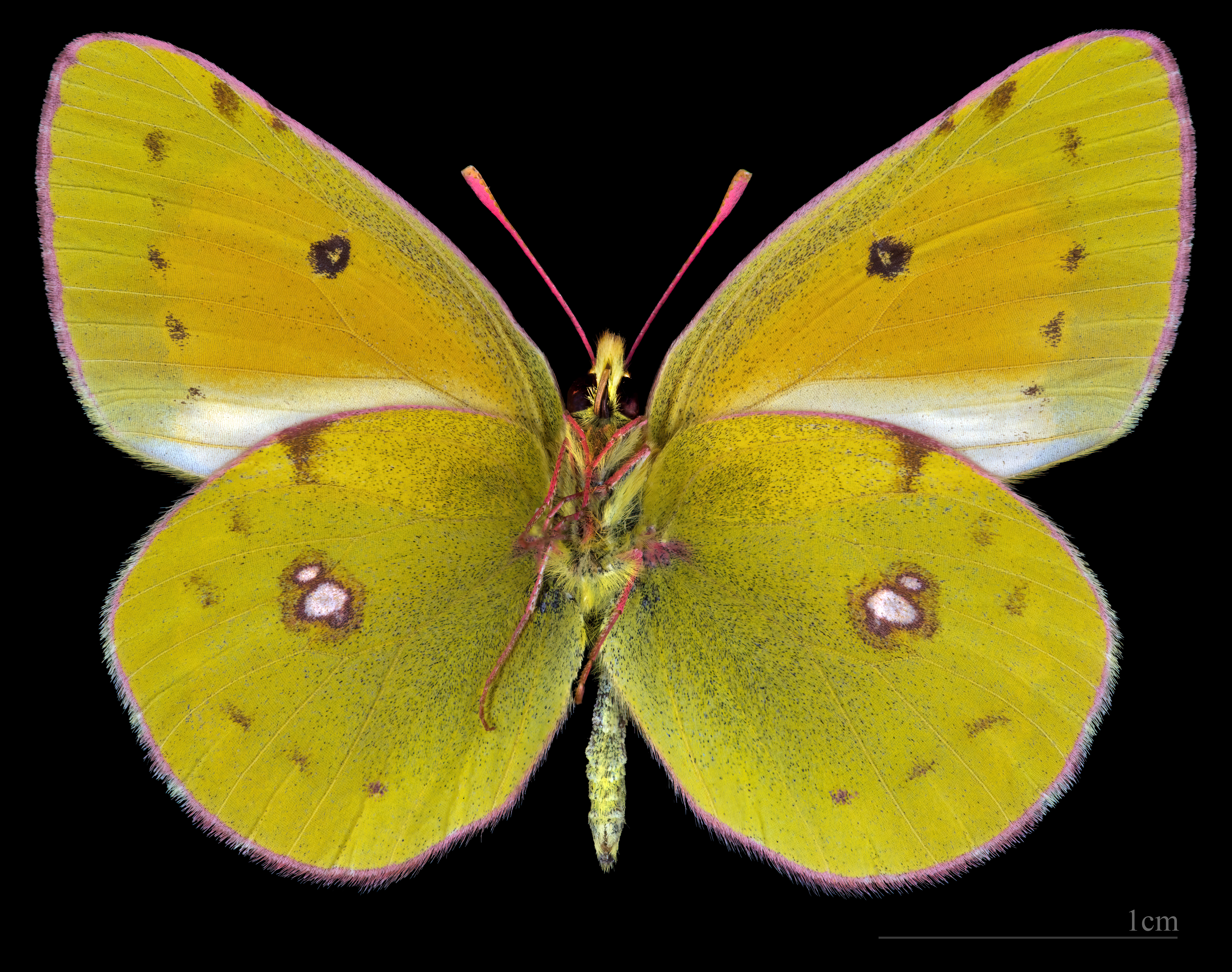
Colias myrmidone  ♂ △
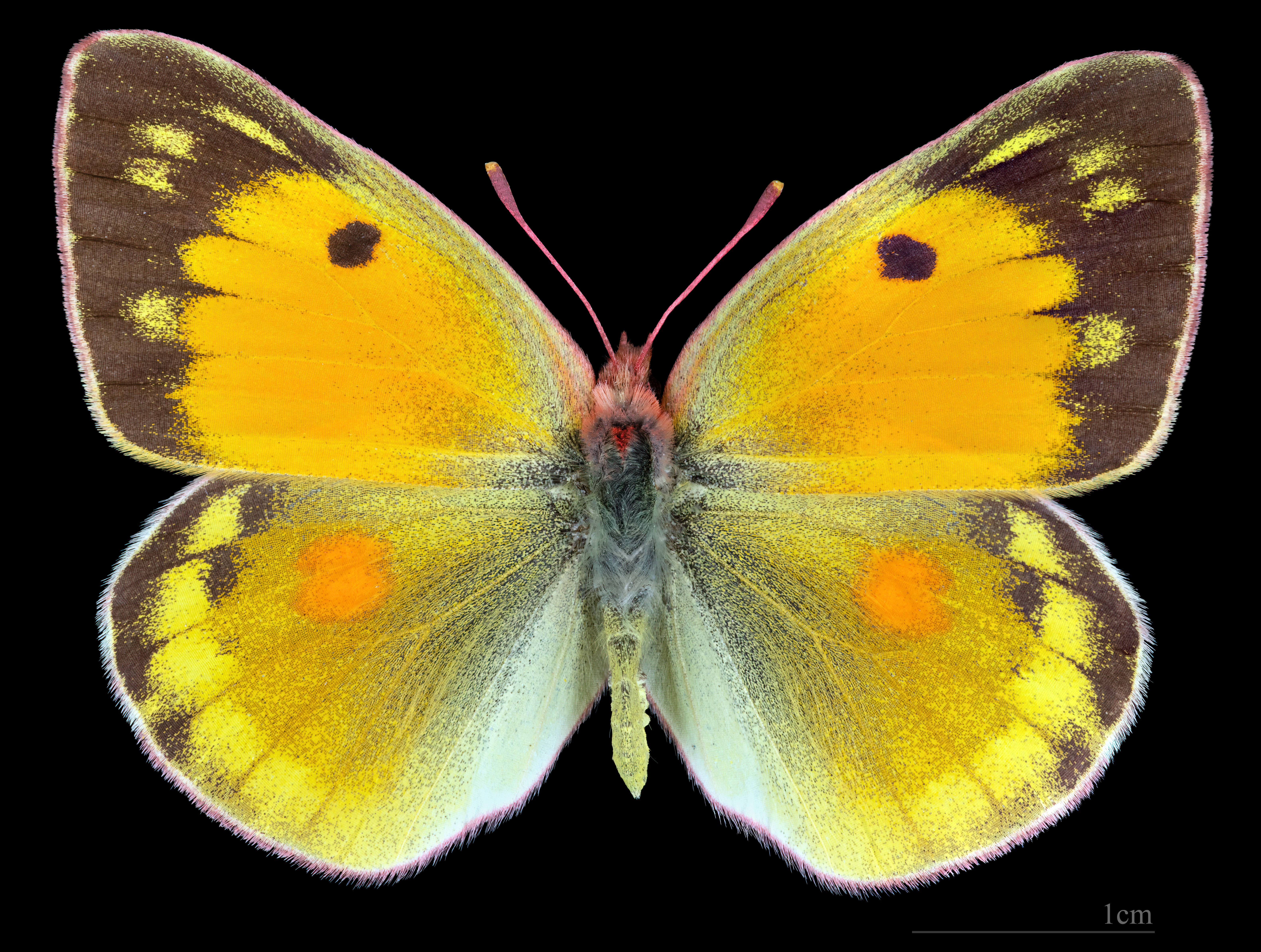
Colias myrmidone ♀
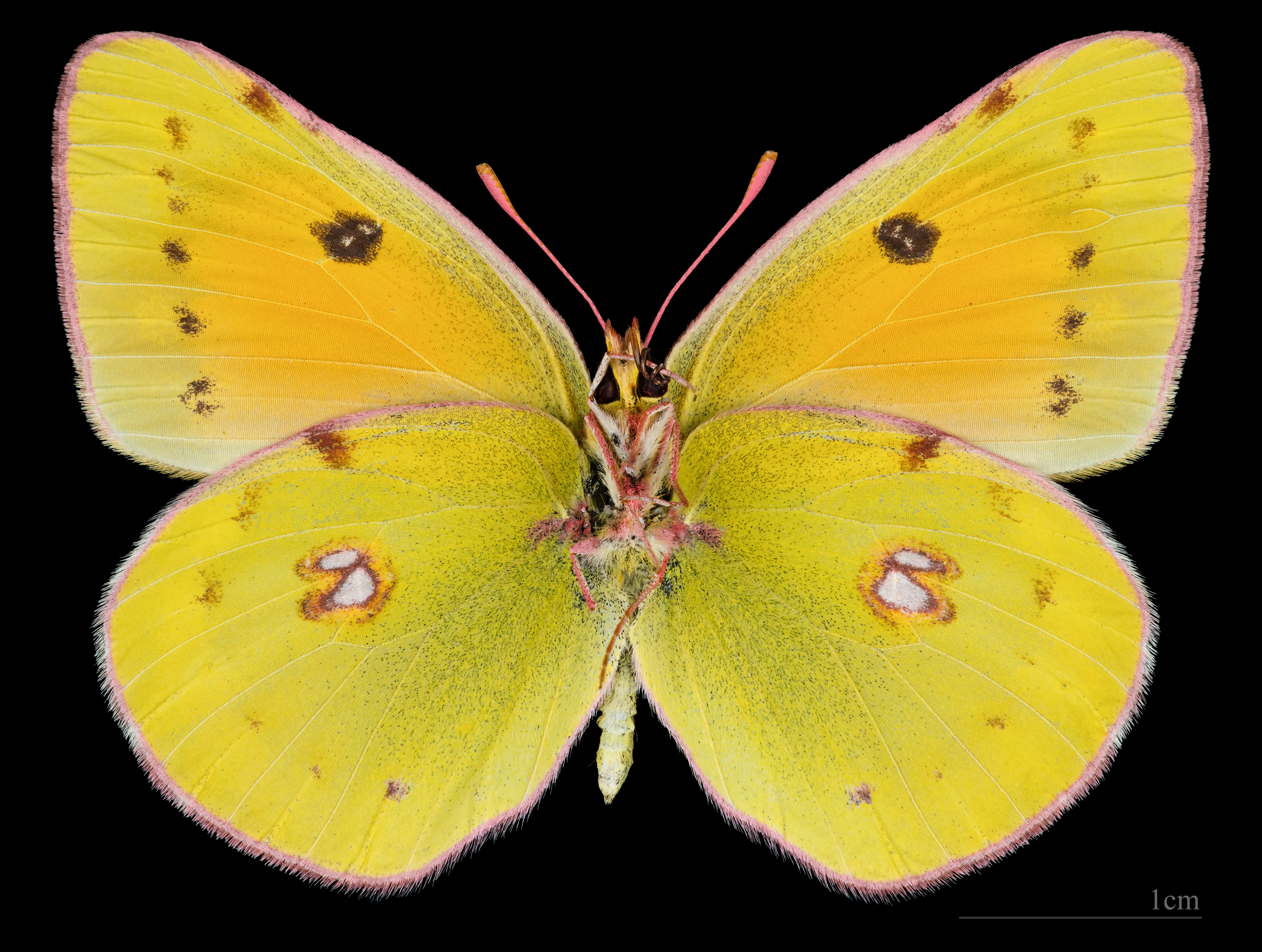
Colias myrmidone ♀ △

## Siedlisko
Murawy kserotermiczne, suche polany wśród lasu, przydroża, wrzosowiska, przesieki pod liniami wysokiego napięcia, nasłonecznione zbocza i wzgórza.

## Okres lotu
W dwóch pokoleniach. Pierwsze od połowy maja do połowy czerwca, drugie od początku lipca do końca sierpnia. Lot jest szybki. Podczas spoczynku i żerowania motyl trzyma skrzydła złożone.

## Biologia i rozwój
Żółtobiałe jaja składane są na wierzchniej stronie liści; gąsienice objadają wierzchołki gałązek (liście, pąki i kwiaty). Od gąsienic innych szlaczkoni odróżniają się białą linią na boku.

## Rośliny żywicielskie gąsienic
Gąsienice żerują na szczodrzeńcu ruskim i rozesłanym oraz na szczodrzyku czerniejącym.

## Rozmieszczenie geograficzne
Europa. Gatunek nizinny – nie występuje w górach. W Polsce spotykany w północno-wschodniej części kraju, w okolicach Puszczy Knyszyńskiej i Białowieskiej. Dawniej notowany również na Lubelszczyźnie, Mazowszu, w świętokrzyskim i na Jurze Krakowsko-Częstochowskiej.

## Zagrożenia i ochrona
Należy do najbardziej zagrożonych gatunków w Europie. Wrażliwy na zmiany środowiskowe z uwagi na duże wahania liczebności. Przyczyny zanikania gatunku nie są jeszcze poznane, ale najprawdopodobniej mają związek z zanikaniem środowisk wczesnosukcesyjnych i zmniejszaniem się bazy pokarmowej.
W Polsce gatunek objęty był częściową ochroną gatunkową, od 2017 roku podlega ochronie ścisłej.